# Електронен документ
Съгласно легалната дефиниция в българското законодателство електронен документ е електронно изявление, записано върху магнитен, оптичен или друг носител, който дава възможност да бъде възпроизвеждан. Електронният документ се различава от компютърните програми и от останалите компютърни файлове по това, че при него е важно съдържанието, което може да бъде използвано както в електронен вид, така и възпроизведено върху дисплей, хартия или друг носител.
Електронният документ е във вид на цифрово изображение или компютърен текстов файл, който може да се възпроизведе при желание. При това обаче възникват затруднения, свързани с разнообразните файлови формати, кодови таблици и др. Дори още повече проблеми изникват при четенето на файлове, създадени с различни текстови редактори, електронни таблици и графични програми. За да се избегне това, файловете се записват в широко разпространени или универсални формати – такива, които са съвместими с много устройства.
При работа с електронни документи съществено се намаляват разходите за обработка и съхранение на документи и се ускорява процесът по намирането им. Освен това те могат да се обменят с голяма бързина – например по интернет. При това обаче възниква проблемът за автентикация на автора на документа, както и на самия документ, т.е. дали авторът на документа е наистина този, за когото се твърди, че е, и дали в получения документ не са внесени някакви изменения от момента на изпращането му. В обикновения (хартиен) документооборот тези проблеми са решени с факта, че документът и саморъчният подпис на автора са твърдо свързани с физическия носител (хартията). При електронните документи липсва такава връзка. Поради това се вземат специални мерки за защитата им и за удостоверяване на авторството им – например електронен подпис.